# コートニー・ローズ
コートニー・ローズ（Courtney Lawes、1989年2月23日 - ）は、プロD2CAブリーヴに所属するラグビーユニオン選手。

## プロフィール
- イングランド・ロンドンハックニー区出身。
- ポジションはロック(LO)。
- 身長 201cm、体重 115kg
- イングランド代表キャップは105（2025年1月現在）でラグビーワールドカップ2011・ラグビーワールドカップ2015・ラグビーワールドカップ2019・ラグビーワールドカップ2023のイングランド代表に選ばれた[1][2]。
- ブリティッシュ・アンド・アイリッシュ・ライオンズに選ばれたことがある[3]。

## 略歴
2007年、ノーサンプトン・セインツに加入。 
2024年、CAブリーヴに加入。